# Gebhard III. von Zähringen
Gebhard III. von Zähringen (* um 1050; † 12. November 1110) war 1084–1110 Bischof von Konstanz.

## Herkunft
Gebhard war ein Sohn Bertholds I. von Zähringen und dessen Ehefrau Richwara († 1092). Er war ein Bruder von Hermann I., dem Begründer der Linie der Markgrafen von Baden und von Berthold II., dem Herzog von Schwaben und später von Zähringen. Ihre Schwester war die Mitbegründerin des Klosters Kastl und Begründerin des Klosters Regen, Liutgard von Zähringen ⚭ Diepold II. von Vohburg.

## Kirchliche Laufbahn
Um 1065 war Gebhard Mitglied des Kölner Domkapitels und danach Propst des Chorherrenstifts Xanten. Um 1075 trat Gebhard in das Kloster Hirsau ein. Bereits 1079 wurde er von Papst Gregor VII. als einer der Kandidaten für die Wahl des Bischofs von Magdeburg genannt.
Am 21. Dezember 1084 wurde er von der Diözesan-Synode zum Bischof von Konstanz gewählt – die Synode wurde vom päpstlichen Legaten Odo von Ostia geleitet. Am gleichen Tag erhielt Gebhard die Priesterweihe und am folgenden Tag die Bischofsweihe. An der Synode waren der Abt des Klosters Hirsau, Wilhelm von Hirsau, Gebhards Bruder Berthold und Welf, der geächtete Herzog von Bayern, anwesend. Der kaisertreue Bischof von Konstanz, Otto I. von Lierheim, war 1080 von Papst Gregor VII. exkommuniziert worden, galt aber der kaisertreuen Partei weiterhin als der wahre Bischof von Konstanz. Sein direkter Vorgänger war Bischof Bertolf, der nach der Absetzung von Otto I. durch die päpstliche Partei zum Bischof ernannt wurde. Aus gesundheitlichen Gründen erfolgte die Bischofsweihe jedoch nicht und Bertolf hat wohl sein Amt nie wirklich wahrgenommen.
So erfolgte dann auch bereits im Mai 1085 die Absetzung und Exkommunikation Gebhards auf einem von Heinrich IV. einberufenen Konzil in Mainz und die Bestätigung von Otto I. im Amt.
Der von Heinrich IV. eingesetzte Abt von St. Gallen, Ulrich von Eppenstein, war der regionale Widerpart des Hauses Zähringen. Gebhards Vater Berthold I. war 1077 wegen seiner Unterstützung für Rudolf von Rheinfelden von Heinrich IV. das Herzogtum Kärnten entzogen und Ulrichs Bruder, Liutold von Eppenstein, übergeben worden. Im Zusammenhang mit einer Fehde zwischen dem mit den Zähringern verbündeten Abt der Reichenau, Ekkehard II. von Nellenburg und Ulrich von St. Gallen, musste Gebhard 1085 aus Konstanz fliehen und kehrte erst 1086 wieder zurück.
Ebenfalls 1086 reformierte Gebhard mit Unterstützung aus Hirsau das Kloster Petershausen, wobei er zunächst zwei Äbte absetzte und dann mit Theoderich, dem Sohn des Grafen Kuno von Wülfelingen aus morganatischer Ehe, die richtige Besetzung fand und das Kloster stark vergrößerte.
1089 konnte Gebhard den von seinen Vorgängern begonnenen Neubau des Konstanzer Münsters abschließen und weihen.
Als Bischof von Konstanz legte Gebhard 1094 den Grundstein für das erste steinerne Bethaus des Benediktinerklosters Mehrerau bei Bregenz. Der Bau entsprach den Vorstellungen der Hirsauer Reform, entwickelt aus einem Vierungsquadrat mit 24 Fuß Seitenlänge.
Ulrich von Eppenstein setzte bei Heinrich IV. die Besetzung des Konstanzer Bischofsstuhls durch einen Mönch von St. Gallen, Arnold von Heiligenberg, durch. Aus Sicht der kaisertreuen Partei war der Bischofssitz seit dem Tode von Bischof Otto 1086 vakant. Ulrich versuchte nun seinen Schützling mit Waffengewalt in das Amt zu bringen, wurde jedoch durch den Widerstand der Stadt Konstanz daran gehindert. Die Konstanzer und Gebhards Bruder, Berthold II., verwüsteten danach Besitzungen des Klosters St. Gallen.
1095 nahm Gebhard an der Synode von Piacenza teil. 1102 überfiel Heinrich von Heiligenberg, der Bruder von Arnold, das Kloster Petershausen und 1103 übernahm Arnold gewaltsam den Bischofssitz – Gebhard floh in das Kloster St. Blasien. Erst 1105 wurde Arnold vertrieben (obwohl ihn Papst Paschalis II. bereits 1103 exkommuniziert hatte) und Gebhard kehrte mit Hilfe von Heinrich V. wieder nach Konstanz zurück. Im Auftrag von Papst Paschalis II. hatte Gebhard als päpstlicher Legat Heinrich V. vom Kirchbann befreit. Gebhard begleitete Heinrich auf seinem Zug durch Bayern und Sachsen.

## Stellung im Investiturstreit
Nach Dopsch war er eng mit den Grafen von Sulzbach und den Grafen von Kastl verwandt und stand wie sie der hirsauischen Reformbewegung nahe.
Gebhard (Gebehardus) war im Investiturstreit ein prominenter Vertreter der päpstlichen Partei gegen Kaiser Heinrich IV. 1088 weilte der von Gebhard unterstützte Gegenkönig Hermann von Salm in Konstanz. Gebhard wurde 1089 von Papst Urban II. zum päpstlichen Legaten in Deutschland ernannt. Gebhard unterstützte die Söhne Heinrichs IV. gegen ihren Vater. Er versuchte, für Konrad 1093 das Herzogtum Schwaben und Bayern zu gewinnen und überbrachte Heinrich V. den päpstlichen Segen. Er wurde von Heinrich IV. von seinem bischöflichen Stuhl vertrieben, setzte aber, auch von Paschalis II. als Legat bestätigt, seinen Widerstand fort und übte großen Einfluss auf den Ingelheimer Reichstag 1105 aus, wo Heinrich IV. zur Thronentsagung genötigt wurde.

## Klostergründungen
Er förderte und weihte eine Reihe von Klöstern, unter anderen:
- Kloster St. Georgen im Schwarzwald (1085)
- Kloster Reichenbach (1085)
- Kloster St. Peter auf dem Schwarzwald; Klosterkirche (1093)
- Kloster Ochsenhausen (1093)
- Kloster Alpirsbach (1095)
- Kloster Allerheiligen (Schweiz); (Münstereinweihung 1103)
- Kloster Kastl 1098/1103; (sandte den Gründungskonvent vom Kloster Petershausen aus)